# Herman van den Bergh (stadhouder)
Herman van den Bergh (1558 - 1611), zoon van Willem IV van den Bergh, was een militair in de Tachtigjarige Oorlog. Hij was heer van Bijland, Hedel, enz. en na het overlijden van zijn vader in 1586 graaf van den Bergh.
Herman was een korte tijd in Staatse dienst geweest als ritmeester en garnizoenscommandant. In die periode was hij onder meer actief in 's Heerenberg en Doetinchem. In 1584 had hij echter samen met zijn vader en broers heimelijk de Spaanse kant gekozen. Zijn broer Oswald en hij liepen tijdens de Slag bij Amerongen openlijk over naar de Spaanse vijand en bezorgden de Staatsen een nederlaag.
In Spaanse dienst was Van den Bergh onder meer actief bij het Beleg van Deventer, waarbij hij een oog verloor en de stad na tien dagen moest overgeven aan Maurits van Nassau. Twee jaar later, in 1593, promoveerde Van den Bergh naar de functie van stadhouder van Spaans Gelre en werd toegelaten tot de Orde van het Gulden Vlies.
Hij was getrouwd met Maria Mencia van Wittem, markiezin van Bergen op Zoom. Zij was de dochter van Johan IV Corsselaar ‘’graaf van Zeebrugge’’ (-1588) (uit het huis Corsselaar) en Maria Margaretha de Merode-Westerloo, markiezin van Bergen op Zoom (1560-1588).

## Voorouders
| Voorouders van Herman van den Bergh | Voorouders van Herman van den Bergh                                     | Voorouders van Herman van den Bergh                                     | Voorouders van Herman van den Bergh                                     | Voorouders van Herman van den Bergh                                     | Voorouders van Herman van den Bergh                                                | Voorouders van Herman van den Bergh                                                | Voorouders van Herman van den Bergh                                                          | Voorouders van Herman van den Bergh                                                          |
| ----------------------------------- | ----------------------------------------------------------------------- | ----------------------------------------------------------------------- | ----------------------------------------------------------------------- | ----------------------------------------------------------------------- | ---------------------------------------------------------------------------------- | ---------------------------------------------------------------------------------- | -------------------------------------------------------------------------------------------- | -------------------------------------------------------------------------------------------- |
| Overgrootouders                     | Willem III van den Bergh (1468–1511) ∞ Anna van Egmondt (1481–1517)     | Willem III van den Bergh (1468–1511) ∞ Anna van Egmondt (1481–1517)     | ? (-) ∞ ? (–)                                                           | ? (-) ∞ ? (–)                                                           | Jan V van Nassau-Dillenburg (1455-1516) ∞ Elisabeth van Hessen-Marburg (1466-1523) | Jan V van Nassau-Dillenburg (1455-1516) ∞ Elisabeth van Hessen-Marburg (1466-1523) | Botho VIII van Stolberg-Wernigerode (1467-1538) ∞ Anna van Eppstein-Königstein (1481/2-1538) | Botho VIII van Stolberg-Wernigerode (1467-1538) ∞ Anna van Eppstein-Königstein (1481/2-1538) |
| Grootouders                         | Oswald II van den Bergh (1508-1546) ∞ Elisabeth van Dorth (1505-1545)   | Oswald II van den Bergh (1508-1546) ∞ Elisabeth van Dorth (1505-1545)   | Oswald II van den Bergh (1508-1546) ∞ Elisabeth van Dorth (1505-1545)   | Oswald II van den Bergh (1508-1546) ∞ Elisabeth van Dorth (1505-1545)   | Willem I van Nassau-Dillenburg (1487-1559) ∞ Juliana van Stolberg (1506-1580)      | Willem I van Nassau-Dillenburg (1487-1559) ∞ Juliana van Stolberg (1506-1580)      | Willem I van Nassau-Dillenburg (1487-1559) ∞ Juliana van Stolberg (1506-1580)                | Willem I van Nassau-Dillenburg (1487-1559) ∞ Juliana van Stolberg (1506-1580)                |
| Ouders                              | Willem IV van den Bergh (1537-1586) ∞ 1544 Maria van Nassau (1539-1599) | Willem IV van den Bergh (1537-1586) ∞ 1544 Maria van Nassau (1539-1599) | Willem IV van den Bergh (1537-1586) ∞ 1544 Maria van Nassau (1539-1599) | Willem IV van den Bergh (1537-1586) ∞ 1544 Maria van Nassau (1539-1599) | Willem IV van den Bergh (1537-1586) ∞ 1544 Maria van Nassau (1539-1599)            | Willem IV van den Bergh (1537-1586) ∞ 1544 Maria van Nassau (1539-1599)            | Willem IV van den Bergh (1537-1586) ∞ 1544 Maria van Nassau (1539-1599)                      | Willem IV van den Bergh (1537-1586) ∞ 1544 Maria van Nassau (1539-1599)                      |
| Herman van den Bergh (1558-1611)    |                                                                         |                                                                         |                                                                         |                                                                         |                                                                                    |                                                                                    |                                                                                              |                                                                                              |